# جورج بي. فرنسيس
جورج بي. فرنسيس (بالإنجليزية: George B. Francis)‏ هو محامي وسياسي أمريكي، ولد في 12 أغسطس 1883 في بروفيدنس في الولايات المتحدة، وتوفي في 20 مايو 1967 في بوكا راتون في الولايات المتحدة. حزبياً، نشط في الحزب الجمهوري. وقد انتخب عضو مجلس النواب الأمريكي.